# Boulay-les-Barres
Boulay-les-Barres är en kommun i departementet Loiret i regionen Centre-Val de Loire strax norr Frankrikes mitt. Kommunen ligger i kantonen Patay som tillhör arrondissementet Orléans. År 2022 hade Boulay-les-Barres 1 061 invånare.

## Befolkningsutveckling
Antalet invånare i kommunen Boulay-les-Barres
| Referens: INSEE |